# 金ダソル
金ダソル（キム・ダソル、김다솔、1989年1月4日 - ）は、大韓民国昌原市出身のプロサッカー選手。ポジションはゴールキーパー。